# كرافت فيرك
كرافت فيرك (بالألمانية: Kraftwerk)  هي فرقة إلكترونية ألمانية واسعة التأثير للموسيقى الإلكترونية من مدينة دوسلدورف، تأسست عام 1970 وما زالت إلى الآن.

## روابط خارجية
- كرافت فيرك على موقع IMDb (الإنجليزية)
- كرافت فيرك على موقع الموسوعة البريطانية (الإنجليزية)
- كرافت فيرك على موقع ميوزك برينز (الإنجليزية)
- كرافت فيرك على موقع رولينغ ستون (الإنجليزية)
- كرافت فيرك على موقع أول ميوزيك (الإنجليزية)
- كرافت فيرك على موقع ديسكوغز (الإنجليزية)